# Alpen-Mohn
Der Alpen-Mohn (Papaver alpinum) ist eine Pflanzenart aus der Gattung Mohn (Papaver) innerhalb der Familie der Mohngewächse (Papaveraceae). Diese Art umfasst mehrere Unterarten, von denen vier in Österreich vorkommen.

## Beschreibung

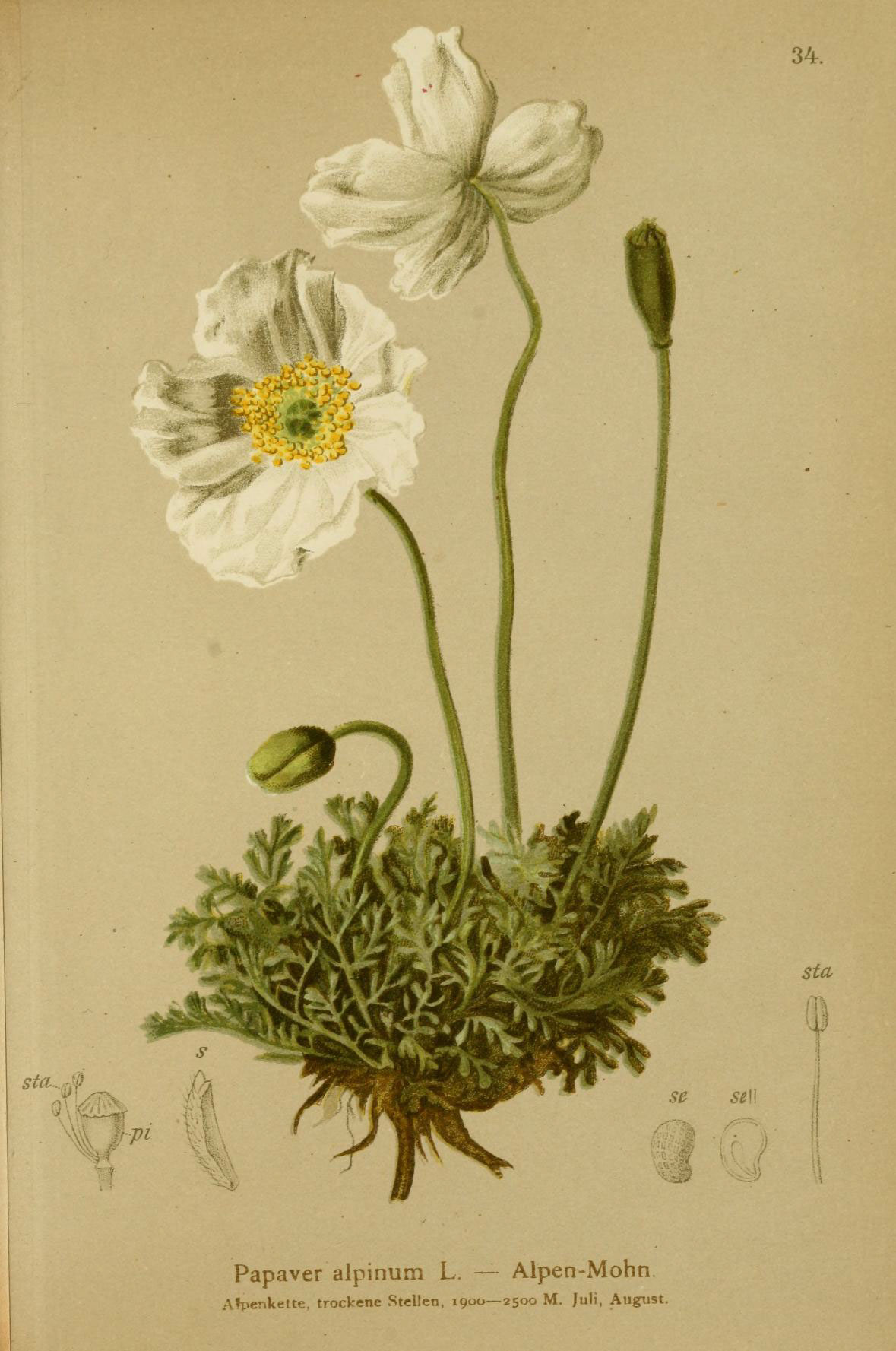
Illustration aus Atlas der Alpenflora, 1882

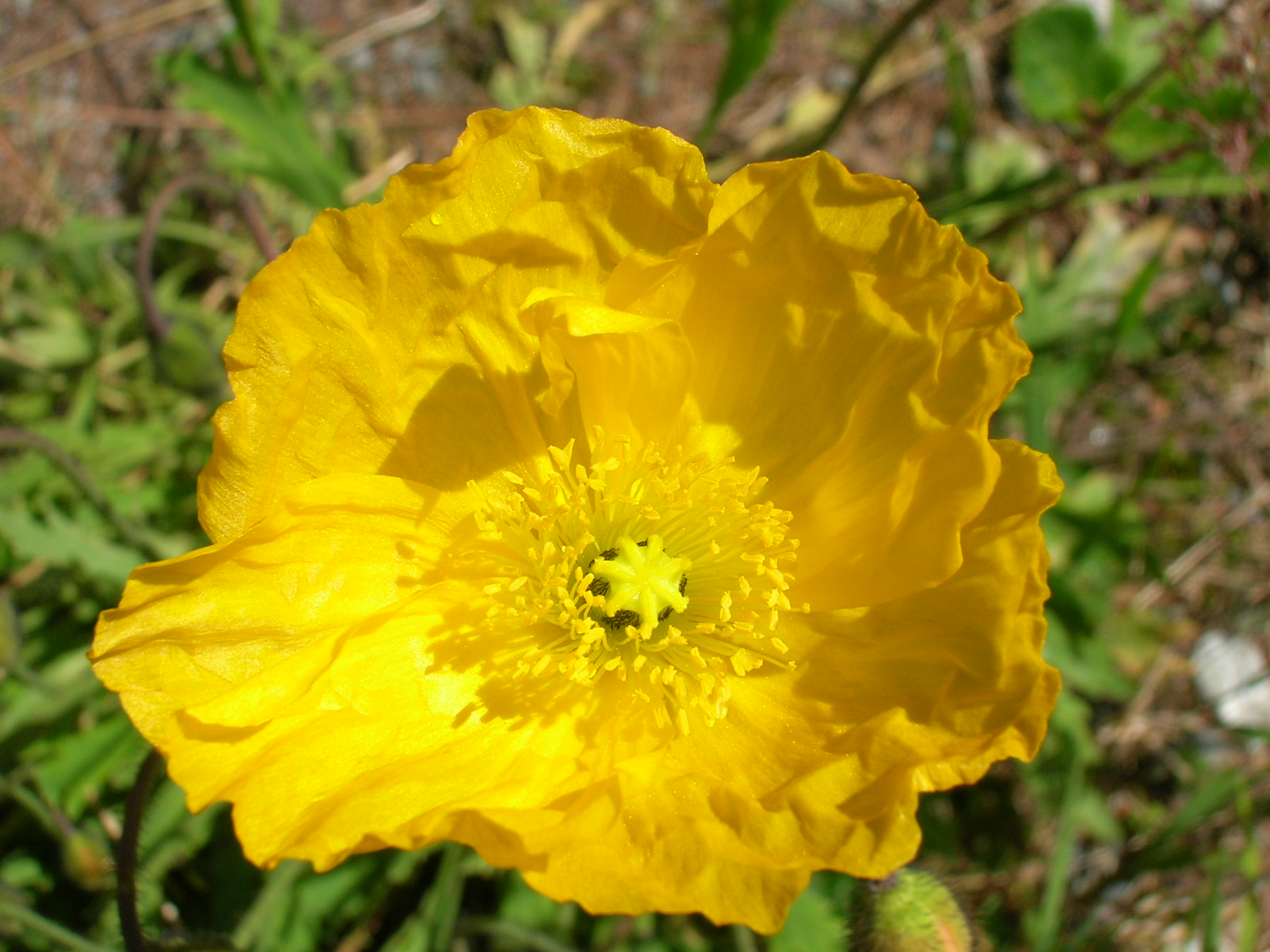
Blüte im Detail des Rhätischen Alpen-Mohns (Papaver alpinum subsp. rhaeticum)

### Vegetative Merkmale
Der Alpen-Mohn ist eine ausdauernde krautige Pflanze, die Wuchshöhen von 5 bis 20 Zentimetern erreicht. Jedes Pflanzenexemplar kann mehrere aufrechte und behaarte Stängel besitzen. Wie bei allen Mohnarten tritt bei Verletzung des Stängels ein weißer Milchsaft aus. Die Blattrosetten bilden kräftige Horste. Die Laubblätter sind alle grundständig und ein- bis zweifach unpaarig gefiedert.

### Generative Merkmale
Die Blütezeit reicht von Juli bis August. Die Blüten sind anfangs nickend und später jedoch aufrecht. Die zwittrigen  Blüten sind bei einem Durchmesser von bis zu 5 Zentimetern radiärsymmetrisch. Die zwei Kelchblätter fallen beim Öffnen der Knospe ab. Es sind vier weiße bzw. gelbe Kronblätter vorhanden.
Es wird eine Kapselfrucht gebildet.
Es liegt Diploidie vor und die Chromosomenzahl aller in Europa vorkommenden sowie schon untersuchten Unterarten beträgt 2n = 14.

## Ökologie
Beim Alpen-Mohn handelt es sich um einen Hemikryptophyten. Alle Alpenmohn-Formen besitzen eine kräftige Pfahlwurzel und sind gute Schuttstauer. Nach oben zu sichert sich die Pflanze mit hangaufwärts ziehenden Wurzelfasern.
Die duftenden Blüten besitzen zwar keinen Nektar, aber reichlich Pollen.

## Standorte
Der Alpen-Mohn kommt in offenen Steinschuttfluren der alpinen Höhenstufe vor. Er gedeiht auf sonnigen, frischen bewegten Kalk-Grobschutthalden, ist ein Schuttkriecher und Schuttstauer. Er ist eine Charakterart des Thlaspietum rotundifolii.

## Systematik und Verbreitung

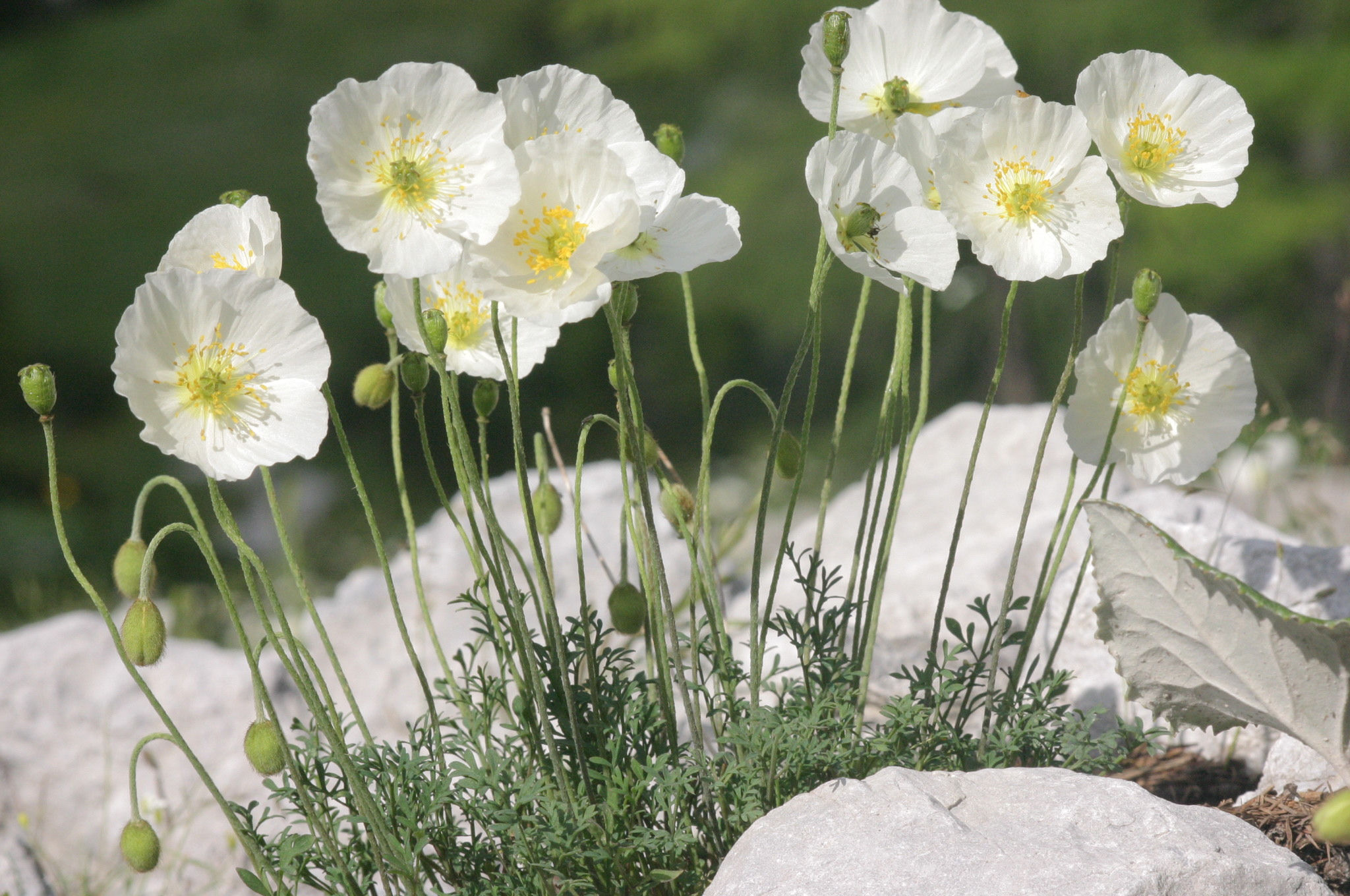
Nordost-Alpen-Mohn (Papaver alpinum subsp. alpinum)

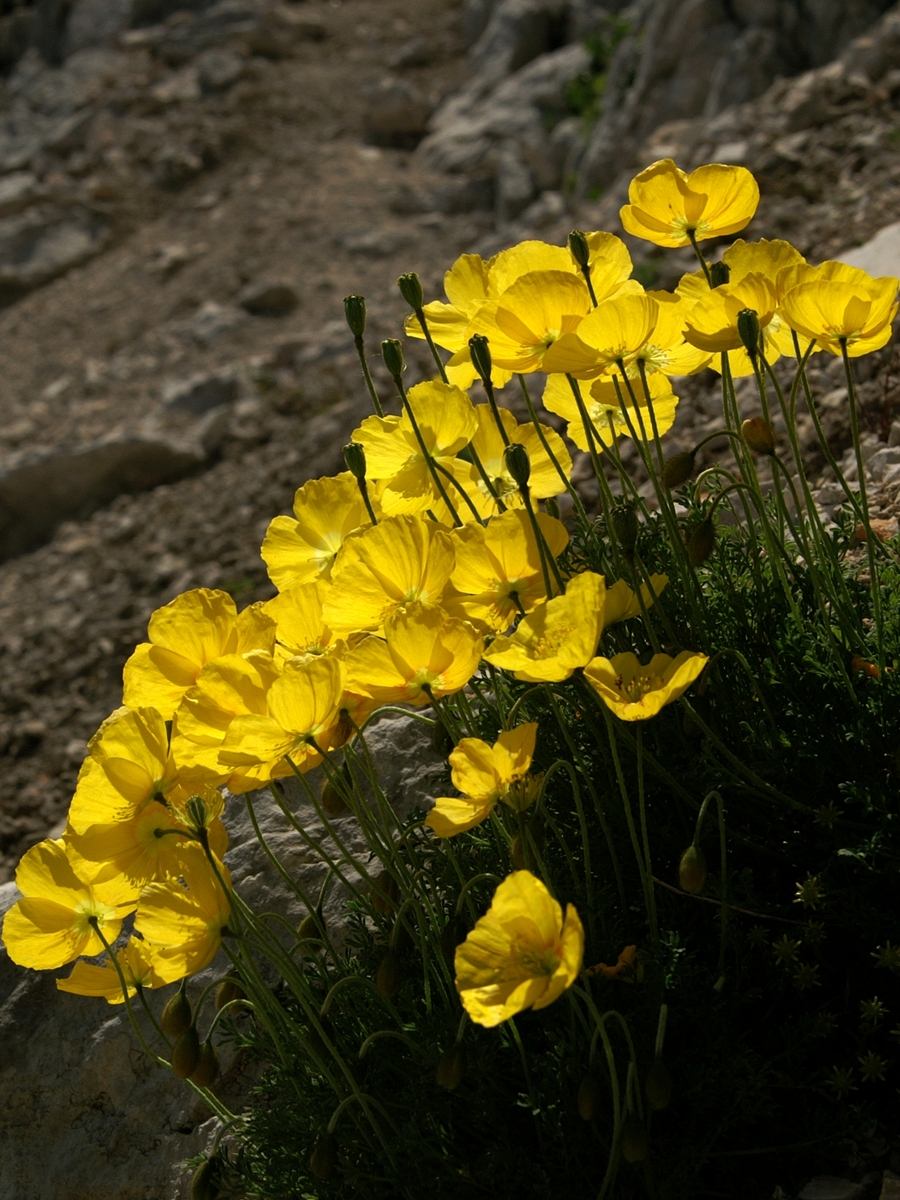
Kerners Alpen-Mohn (Papaver alpinum subsp. kerneri)

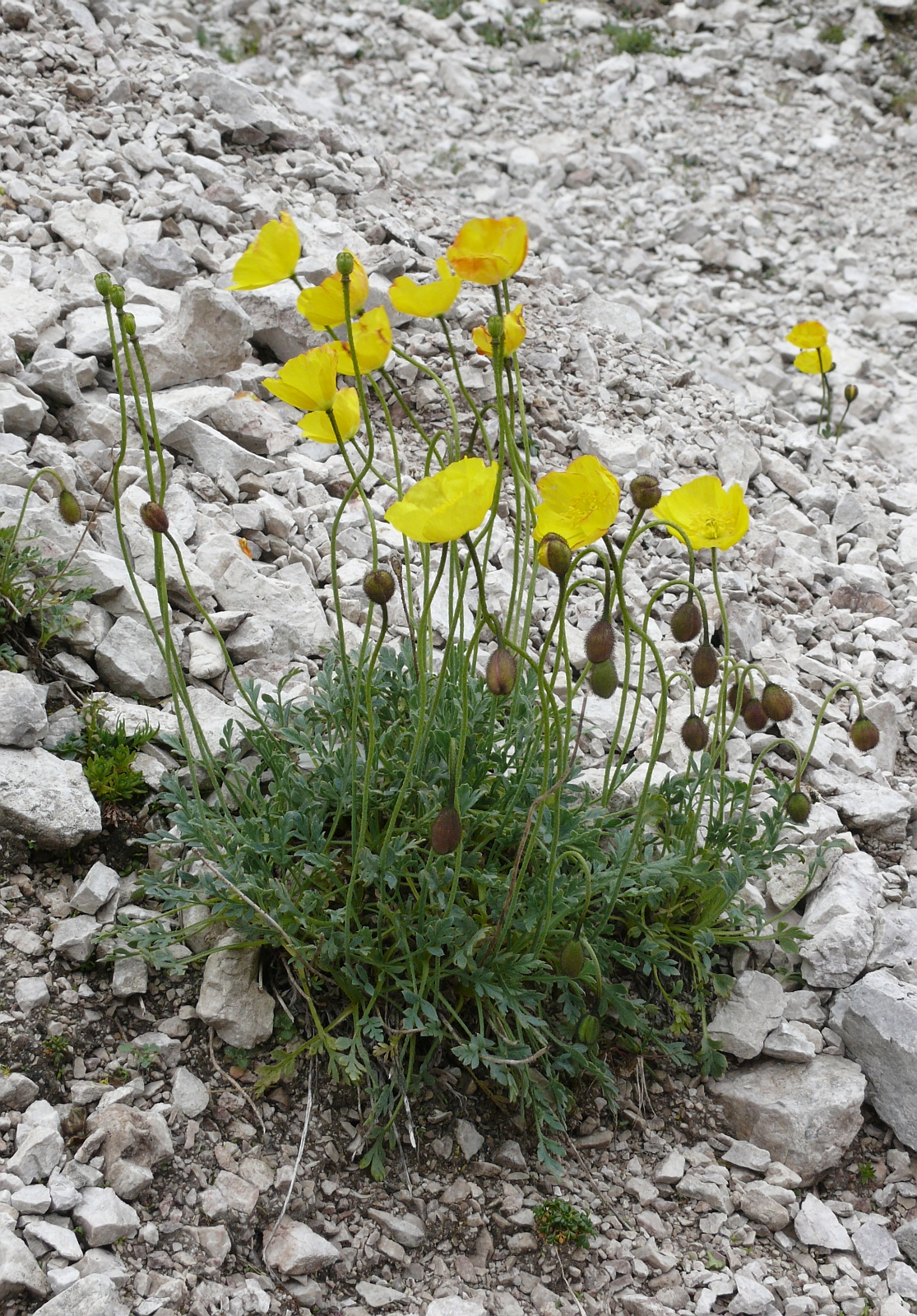
Rhätischer Alpen-Mohn (Papaver alpinum subsp. rhaeticum)

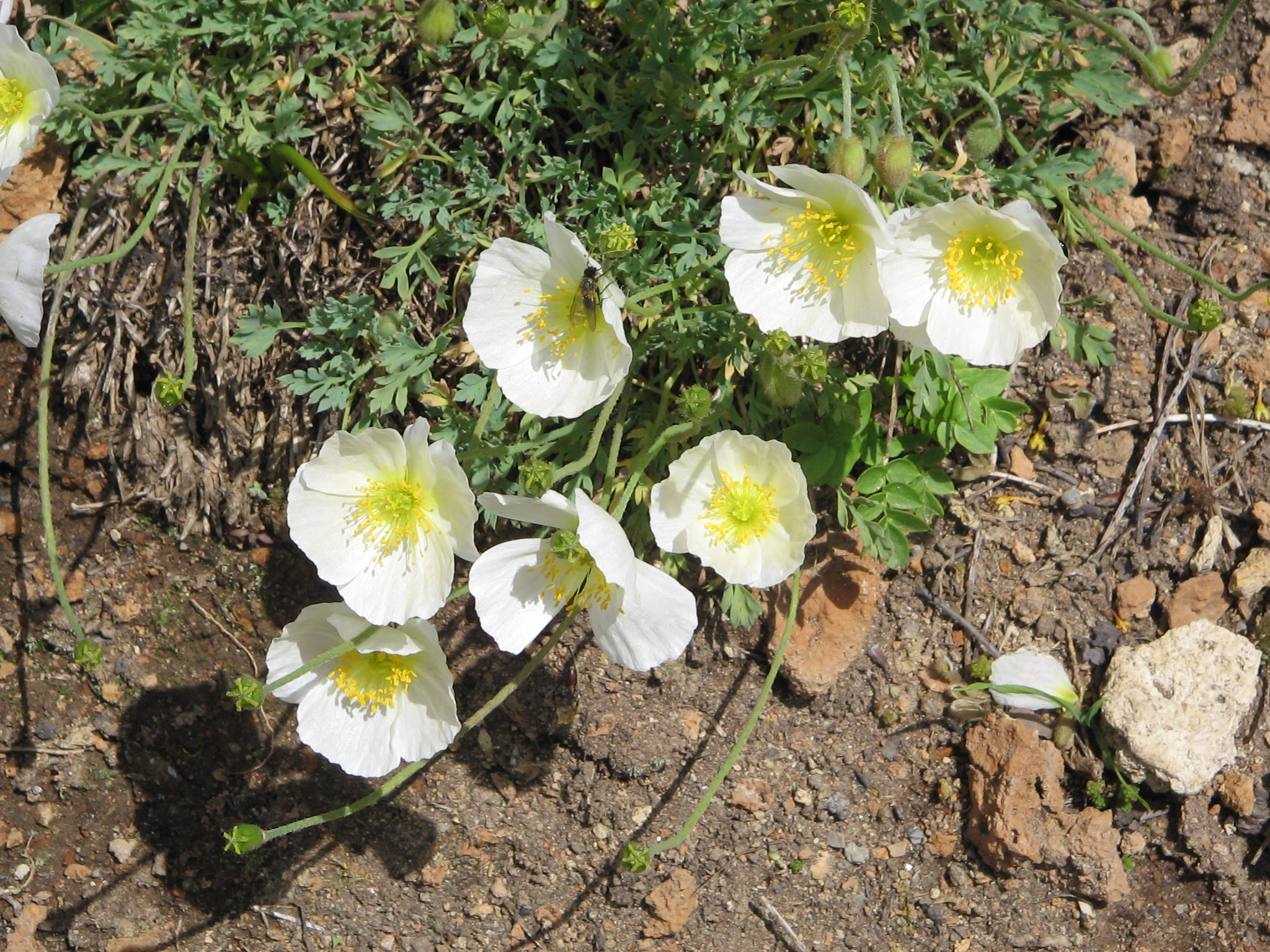
Salzburger Alpen-Mohn (Papaver alpinum subsp. sendtneri)

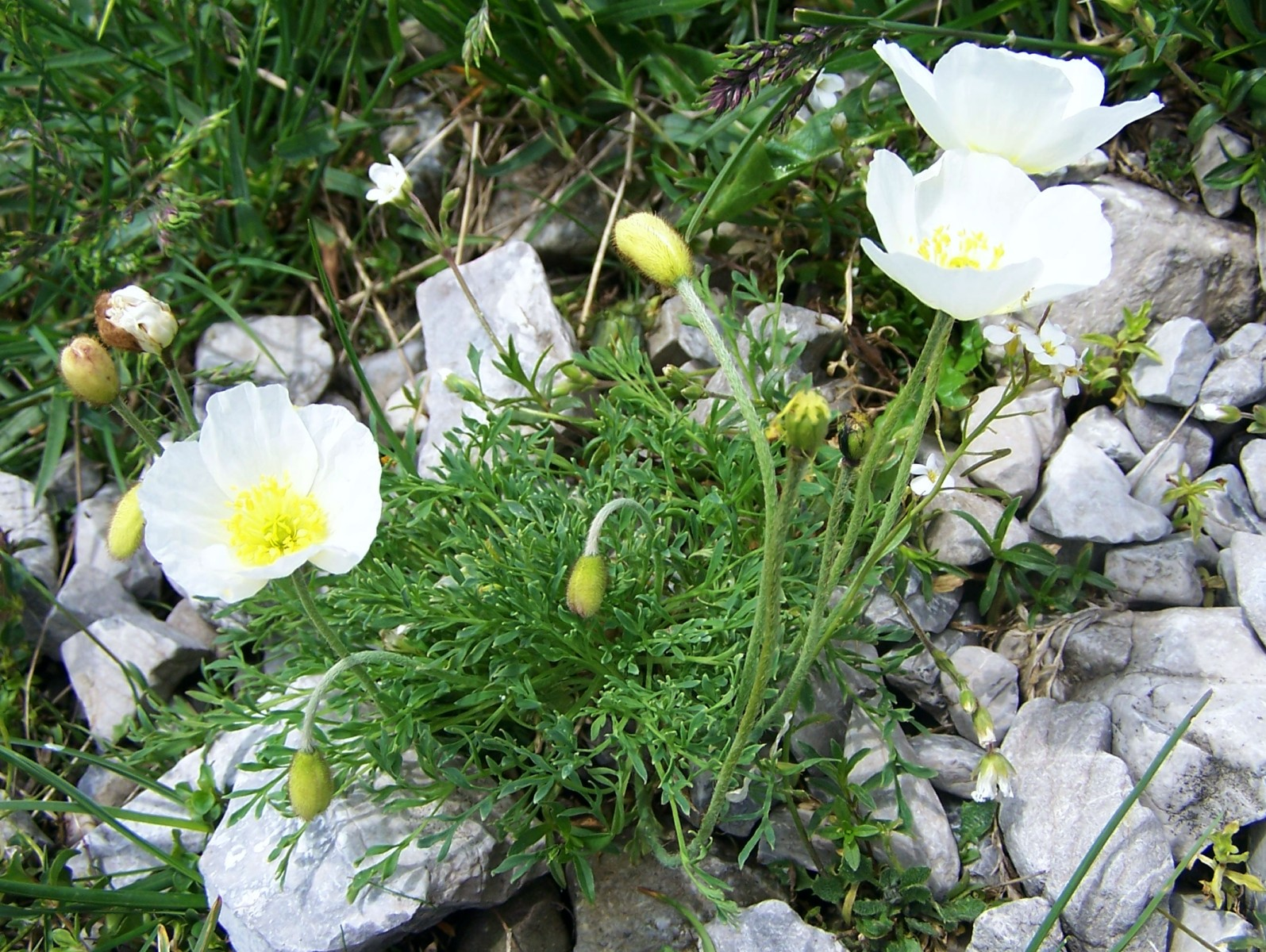
Papaver alpinum subsp. tatricum

Die Erstveröffentlichung von Papaver alpinum erfolgte 1753 durch Carl von Linné in Species Plantarum, Tomus I, Seite 507. Das Artepitheton alpinum bedeutet „aus den Alpen“.
Die Artengruppe Papaver alpinum aggr. enthält mehrere Arten, die von manchen Autoren als Subtaxa von Papaver alpinum angesehen werden.
- Nordost-Alpen-Mohn oder Bursers Alpen-Mohn (Papaver alpinum L. subsp. alpinum, Syn.: Papaver burseri Crantz) hat zwei- bis dreifach gefiederte Laubblätter  mit weißen Blüten und ist ein Endemit der nordöstlichen Kalkalpen. In Österreich zerstreut in Niederösterreich, Oberösterreich und Steiermark. In Deutschland sind nur Funde aus den Oberstdorfer Bergen bekannt.
- Slowenischer Alpen-Mohn (Papaver alpinum subsp. ernesti-mayeri Markgr.) wurde 1958 als besondere Unterart beschrieben. Er kommt in Slowenien und in Italien vor. Er kommt in den Julischen Alpen vor von 1700 Meter, meist aber von 2200 bis 2400 Meter Meereshöhe vor.[4]
- Kerners Alpen-Mohn oder Karawanken-Alpen-Mohn bzw. Illyrischer Alpen-Mohn (Papaver alpinum subsp. kerneri (Hayek) Fedde, Syn.: Papaver kerneri Hayek) hat zwei- bis dreifach gefiederte Laubblätter  mit gelben Blüten und kommt zerstreut in den südöstlichen Kalkalpen vor, mit einer Hauptverbreitung in den Alpen Sloweniens.[5] In Österreich nur in Südkärnten. Er kommt von 1900 bis 2200 Meter Meereshöhe vor.[4]
- Rhätische Alpen-Mohn, Gelber Alpen-Mohn (Papaver alpinum subsp. rhaeticum (Leresche) Nyman, Syn.: Papaver rhaeticum Leresche, Papaver aurantiacum Loisel.[6]) hat gelbe bis orangegelbe Kronblätter mit einfach gefiederten Laubblättern und ist in den Zentralalpen und südlichen Kalkalpen verbreitet. In Österreich zerstreut in Kärnten, Salzburg und Steiermark, in der Schweiz im Engadin[7]. In Deutschland gibt es nur Funde in den Berchtesgadener Alpen. Vorkommen werden auch aus Frankreich und Slowenien gemeldet. Er steigt am Piz Ftur bis 3040 Meter Meereshöhe auf.[4] Die ökologischen Zeigerwerte nach Landolt et al. 2010 sind in der Schweiz: Feuchtezahl F = 3 (mäßig feucht), Lichtzahl L = 5 (sehr hell), Reaktionszahl R = 4 (neutral bis basisch), Temperaturzahl T = 1+ (unter-alpin, supra-subalpin und ober-subalpin), Nährstoffzahl N = 2 (nährstoffarm), Kontinentalitätszahl K = 3 (subozeanisch bis subkontinental).[7]
- Weiße Alpen-Mohn, Sendtner-Alpen-Mohn, Salzburger Alpen-Mohn (Papaver alpinum subsp. sendtneri (A.Kern. ex Hayek) Schinz & R.Keller, Syn.: Papaver sendtneri A.Kern. ex Hayek), hat ebenfalls einfach gefiederten Laubblätter und weiße Blüten. Diese Unterart kommt nur in den nördlichen Alpen bzw. nördlichen Kalkalpen (Pilatus bis Dachsteingebirge) vor. Als Standort werden beweglicher Kalkschutt, Geröll, Kalkfels oder Dolomit in Höhenlagen von 1300 bis 2600 Metern bevorzugt. In der Steiermark erreicht er sogar 2700 Meter Meereshöhe.[4] Obwohl die geschützte Pflanze nur zerstreut bis selten vorkommt, ist sie doch die häufigste weiß blühende Mohnart der Alpen. In Österreich kommt er zerstreut in Tirol, Vorarlberg, Oberösterreich, Salzburg und der Steiermark vor. In Deutschland kommt die Art nur in den Hochlagen der Allgäuer und Berchtesgadener Alpen sowie im Wetterstein- und Karwendelgebirge vor. Hier ist die Art gebietsweise durch Hochlagen-Schafbeweidung und zu hohen Wildbesatz beeinträchtigt. In Bayern wird diese Unterart in der „Roten Liste“ der gefährdeten Pflanzen geführt. Auch aus der Schweiz werden Funde gemeldet. Die ökologischen Zeigerwerte nach Landolt et al. 2010 sind in der Schweiz: Feuchtezahl F = 3 (mäßig feucht), Lichtzahl L = 5 (sehr hell), Reaktionszahl R = 5 (basisch), Temperaturzahl T = 1+ (unter-alpin, supra-subalpin und ober-subalpin), Nährstoffzahl N = 2 (nährstoffarm), Kontinentalitätszahl K = 3 (subozenaisch bis subkontinental).[7]

Weitere Unterarten in Europa sind:
- Papaver alpinum subsp. corona-sancti-stephani (Zapał.) Markgraf: Dieser Endemit kommt nur in Rumänien in den Karpaten vor
- Papaver alpinum subsp. degenii (Urum. & Jáv.) Cretziou: Sie kommt nur in Italien und im südwestlichen Bulgarien vor.
- Papaver alpinum subsp. tatricum A.Nyárády: Sie kommt nur in der Slowakei und in Polen in Höhenlagen von 2000 bis 2400 Metern Meereshöhe vor.[4]

## Weiterführende Literatur
- P. Schönswetter et al.: A combined molecular and morphological approach to the taxonomically intricate European mountain plant Papaver alpinum s.l. (Papaveraceae) — taxa or informal phylogeographical groups? In: Taxon, Volume 58, 2009, S. 1326–1343.